# تیم ملی فوتبال مقدونیه شمالی
تیم ملی فوتبال مقدونیه شمالی یک تیم فوتبال بین‌المللی است که به نمایندگی از مقدونیه شمالی به میدان می‌رود. این تیم زیر نظر فدراسیون فوتبال مقدونیه فعالیت می‌کند. ورزشگاه خانگی این تیم ورزشگاه فیلیپ دوم در شهر اسکوپیه است.
در ۱۲ اوت ۲۰۰۹ به مناسبت بزرگداشت صدمین سالگرد فوتبال در مقدونیه، تیم ملی فوتبال این کشور در مسابقه‌ای دوستانه به مصاف تیم ملی اسپانیا رفت که در نیمه نخست با دو گل گوران پاندف از اسپانیا جلو افتاد ولی در نهایت این بازی با نتیجه ۳ بر ۲ به سود اسپانیا پایان یافت.
مقدونیه 3 بار مقابل تیم ملی فوتبال ایران بازی کرده است که در آخرین دیدار در سال 1395، با هتریک  سردار آزمون ، نتبجه 3-1 به سود ایران به اتمام رسید.

## جام جهانی
| جام جهانی    | جام جهانی             | جام جهانی             | جام جهانی             | جام جهانی             | جام جهانی             | جام جهانی             | جام جهانی             | جام جهانی             |
| سال          | دوره                  | رتبه                  | تعداد بازی            | برد                   | تساوی                 | باخت                  | گل زده                | گل خورده              |
| ------------ | --------------------- | --------------------- | --------------------- | --------------------- | --------------------- | --------------------- | --------------------- | --------------------- |
| ۱۹۳۰ تا ۱۹۹۰ | بخشی از یوگسلاوی      | بخشی از یوگسلاوی      | بخشی از یوگسلاوی      | بخشی از یوگسلاوی      | بخشی از یوگسلاوی      | بخشی از یوگسلاوی      | بخشی از یوگسلاوی      | بخشی از یوگسلاوی      |
| ۱۹۹۴ تا ۲۰۱۴ | عدم موفقیت به راهیابی | عدم موفقیت به راهیابی | عدم موفقیت به راهیابی | عدم موفقیت به راهیابی | عدم موفقیت به راهیابی | عدم موفقیت به راهیابی | عدم موفقیت به راهیابی | عدم موفقیت به راهیابی |
| ۲۰۱۸         | مشخص نشده             | مشخص نشده             | مشخص نشده             | مشخص نشده             | مشخص نشده             | مشخص نشده             | مشخص نشده             | مشخص نشده             |
| ۲۰۲۲         | مشخص نشده             | مشخص نشده             | مشخص نشده             | مشخص نشده             | مشخص نشده             | مشخص نشده             | مشخص نشده             | مشخص نشده             |
| مجموع        |                       | ۲۰/۰                  |                       |                       |                       |                       |                       |                       |

تیم ملی فوتبال مقدونیه تاکنون موفق به راهیابی به دور نهایی  جام جهانی نشده‌است. در مسابقات انتخابی جام جهانی ۲۰۱۰، در گروه نهم با کسب ۷ امتیاز به مقام چهارم دست یافتند. با توجه به نزدیک بودن نتایج گروه، مقدونیه تا پایان شانس صعود داشت که در نهایت با باخت ۲ بر ۱ مقابل نروژ از راهیابی به مرحله بعد بازماند.